# 寿草園薬局
寿草園薬局（じゅそうえんやっきょく）は、山形県米沢市に本社を置く、漢方薬局を経営していた企業である。

## 沿革
- 1951年 - 創業。
- 1977年 - 株式会社化。
- 時期不明(2006年1月以前？) ～ 時期不明(2010年5月以降？)　都内江東区大島にて、支社の開店および閉店(同店の公式ブログの最古記事と最新記事の日時を参照)
- 時期不明(2018年5月以降？) - 閉業[1]

## その他

### テレビCM
主力商品『米沢の漢方』のテレビCMが放送されていた。教室での先生と1年生(CM内で「1ねん2くみ」と黒板に書かれている)との受け答えのテレビCMで、県内一円に広く知られている。
1960年代～1970年代に作られたと思われる。
またこのCMとは別に、カエルが相撲を取っているもっと古いCMもあったとする証言がネット上で見受けられるが、真偽は不明。後述する個人ブログ内で『「米沢の漢方」以外のCMの原画(中略)「蛙」が出てくるCM』と、そのCMの原画を見せてもらった旨の記載があるため、少なくともCMの製作自体はされたと思われる。

### 閉業時期について
「米沢稔りの会」のメディア掲載情報ページ内で、2007年6月25日の米沢新聞に小さい広告を出しているのが確認できる。

2015年10月5日には法人番号が付与された。

とある個人ブログの2018年年末の記事においては、同年5月金曜日に寿草園を訪れ、営業していた旨の記載がある。当時から「土日は基本的に閉まって」いた様子で、「お店も1人で切り盛りされているようで、いつやめてもおかしくない雰囲気」が漂っていたという。